# HBS Craeyenhout
O HBS Craeyenhout é um clube holandês de futebol com sede em Haia, fundado em 1893. O HBS Craeyenhout passou um período de 58 anos (1896 a 1954) na primeira divisão holandesa, vencendo nas temporadas 1903-04, 1905-06 e 1924-25. O clube chegou a ter jogadores na Seleção Holandesa de Futebol. Atualmente está na Hoofdklasse, a primeira divisão do futebol amador holandês.